# Hampartsoum Boyadjian
Hampartsum Boyajian (en armenio: Համբարձում Պօյաճեան Hambardzoom Poyachian) (14 de mayo de 1860 – 30 de julio de 1915), también conocido por su alías Murad y a veces Medzn Murad ("Mourad el Grande"), fue un fedayín y destacado activista del Partido Socialdemócrata Hunchak.

## Biografía
Nació en Hadjin (Cilicia). Fue el hermano menor del famoso líder hunchak, Medzn Girayr.
Murad se unió al Partido Hunchak cuándo era estudiante de medicina en Constantinopla. En 1890, participó en la manifestación de Kum Kapu. En 1894, fue líder de la Resistencia de Sasun. Exhortó a los habitantes de Sasun a luchar hasta la última gota de sangre por la defensa de sus montañas y hogares. Las autoridades turcas lo encarcelaron y lo torturaron, y en 1896 Murad fue exiliado hacia Trípoli. Durante su exilio, el Partido Socialdemócrata Hunchak nombró a Murad como miembro de su Comité Central. Murad fue una de las figuras más populares del Movimiento de Liberación Armenio, y varios grupos revolucionarios trabajaron para su liberación. En 1906 huyó de prisión, y en 1908 regresó a Constantinopla. Fue elegido diputado del Parlamento otomano para la región de Adana.
Murad, un hunchak que jamás abandonó el sueño de una Armenia unida e independiente, fue clasificado, como miles de otros, como indeseable por parte del gobierno de los Jóvenes Turcos. El 15 de abril de 1915, fue uno de los primeros detenidos del Domingo Rojo, durante las vísperas del genocidio armenio, y enviado a Kayseri, donde fue severamente torturado en prisión. Tras realizarse un juicio, fue ejecutado en la horca junto con 12 amigos, el 30 de julio de 1915.
Desde 1992 hasta 1994, un batallón Medzn Murad liderado por Gevorg Guzelian, tomó parte de la Guerra de Nagorno Karabaj.